# 콜드 워 (2018년 영화)
《콜드 워》(폴란드어: Zimna wojna, 영어: Cold War)는 2018년 개봉한 폴란드의 드라마 영화이다. 파베우 파블리코프스키가 감독과 공동각본을 맡았다. 2018 칸 영화제 황금종려상 경쟁후보작이었으며, 2018 유럽 영화상 작품상·감독상·각본상 수상작이다.

## 출연진
- 요안나 쿨리크 - 줄라 역
- 토마즈 코트 - 빅토르 역
- 보리스 스직 - 카츠마렉 역
- 아가타 쿠레샤 - 이레나 역
- 잔느 발리바 - 줄리엣 역
- 아담 보로노비츠 - 영사 역
- 세드릭 칸 - 미첼 역
- 아담 페렌시 - 장관 역
- 드라젠 시박 - 탐정1 역
- 슬라브코 소빈 - 탐정2 역
- 알러이즈 소바주 - 여종업원 역
- 아담 스지스코브스키 - 경비 역
- 안나 자고르스카 - 아니아 역
- 토마슈 마르키에비츠 - 제트엠피의 수장 역
- 알렉산드라 예르마크 - 파티 손님 역
- 조르지오 레이재커 - 파티 손님 역
- 크지슈토프 마터나 - 아나운서 역